# Walter el Inglés

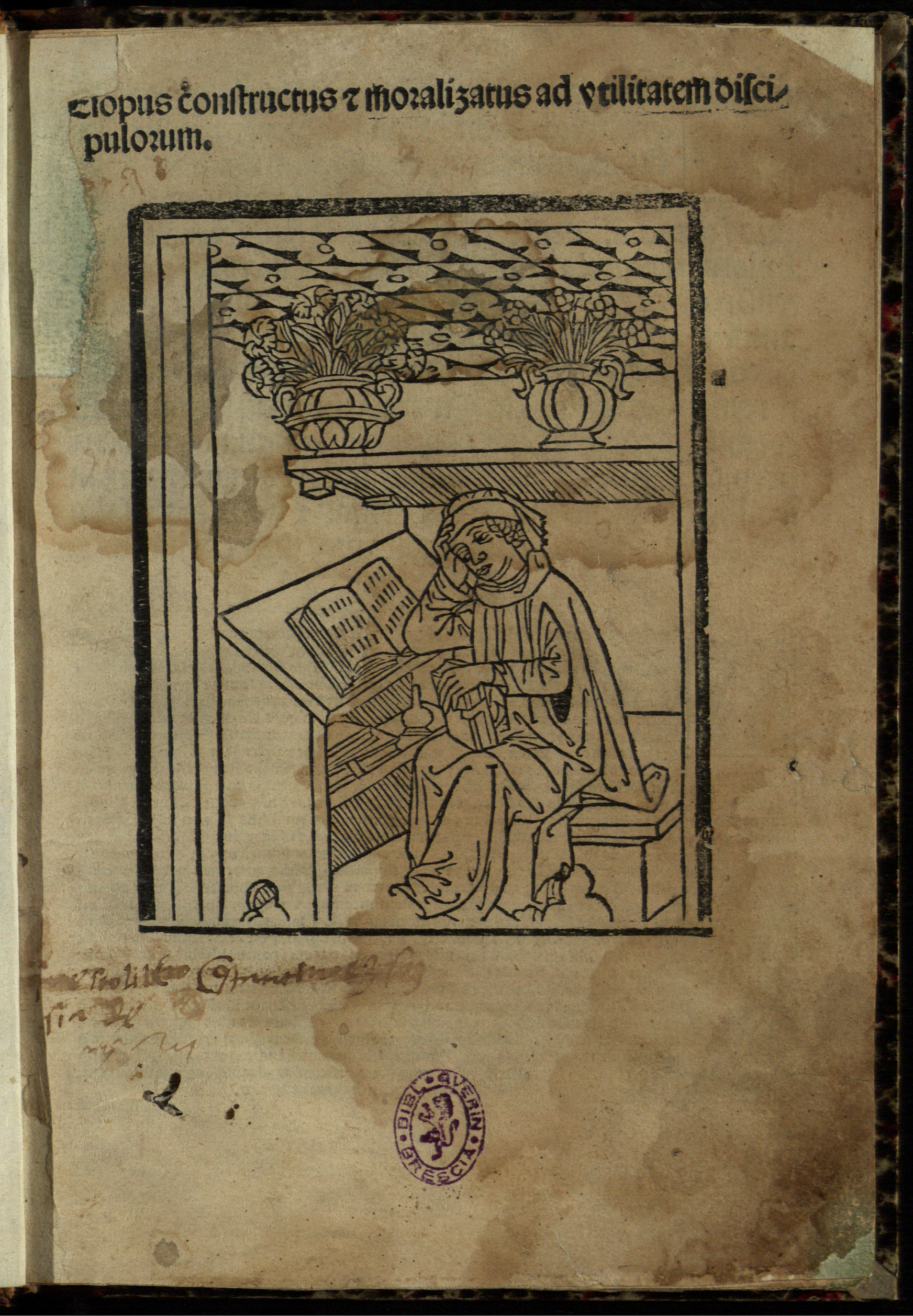
Aesopus constructus, etc., edición de 1495 con la versión métrica de Fabulae Lib. I-IV de Anonymus Neveleti

Gualterus Anglicus (latín medieval para Walter el inglés) fue un poeta y escriba anglo-normando que produjo una versión seminal de las Fábulas de Esopo (en dísticos ) alrededor de 1175.

## Identificación del autor.
Este autor antes se llamaba Anonymus Neveleti, en referencia a la atribución en la mitología aesopica del siglo XVII de Isaac Nicholas Nevelet. El nombre Walter (latín Gualterus) fue producido por Léopold Hervieux, sobre la base de la evidencia manuscrita, y luego identificó al autor como Walter del molino, arzobispo de Palermo a partir de 1168 en adelante. Los eruditos han disputado este segundo paso de identificación; puede que ya no sea compatible. Se ataca toda la atribución.

## La colección y su influencia.
Esta colección de 62 fábulas se llama con mayor precisión el verso Rómulo, o Rómulo elegíaco (de sus pareados elegíacos). Dada la incertidumbre sobre la autoría, estos términos se usan en trabajos académicos. Fue tan popular, que se difundió entre los Auctores octo morales.
También hay una versión en prosa anterior de Romulus ; se ha fechado ya en el siglo X, o el siglo VI. Está adaptado de Fedro ; La fábula inicial "El gallo y la joya", supuestamente la respuesta de Fedro a sus críticos,  señala las colecciones de fábulas originarias de esta fuente. Walter cambió la "joya" de perla a jaspe .
El verso Romulus formó las versiones principales del 'Esopo' medieval. Se cree que es la versión utilizada por Dante . Con Ovidio influyó el Doligamus de Adolfo de viena.
Cuando John Lydgate produjo Isopes Fabules, la primera colección de fábulas escrita en inglés, el verso Romulus fue una fuente importante. El uso particularmente sofisticado de esta tradición de fábula se hace más tarde en el siglo XV en Morall Fabillis de Robert Henryson, escrito en escocés.
Las primeras ediciones impresas aparecieron bajo el título de Aesopus moralisatus, alrededor de 1500.